# Hallstein Bøgseth
Hallstein Bøgseth, né le 8 juillet 1954 à Levanger, est un coureur norvégien du combiné nordique.

## Biographie
Il est membre du club de Namdalseid.
Bøgseth est sélectionné pour trois éditions des Jeux olympiques, mais ne remporte aucune médaille, se classant au mieux onzième en individuel en 1980 à Lake Placid et 1984 à Sarajevo, ainsi que quatrième par équipes en 1988 à Calgary.
Il est médaillé d'argent par équipes à égalité avec les Finlandais à Oslo aux Championnats du monde 1982 avec Espen Andersen et Tom Sandberg. Deux ans plus tard, il gagne son unique titre mondial dans cette épreuve devant le public finlandais de Rovaniemi avec Geir Andersen et Sandberg. Dans les Championnats du monde, il est encore médaillé d'argent par équipes en 1985 et 1987.
En 1983, il finit troisième de la course au Festival de ski de Holmenkollen, en Norvège. En 1983-1984, il prend part à la première édition de la Coupe du monde, se classant au mieux quatrième cet hiver à Oslo. Pour l'ouverture de la saison 1984-1985, il est troisième à Planica pour monter sur son premier podium dans cette compétition.
Lors de la saison 1985-1986, il obtient ses troisièmes et quatrièmes podiums en Coupe du monde, dont un est une victoire à Oslo.
Il quitte la compétition de haut niveau après la saison 1987-1988.

## Palmarès

### Jeux olympiques
| Épreuve / Édition | Lake Placid 1980 | Sarajevo 1984 | Calgary 1988 |
| Individuel        | 11e              | 11e           | 23e          |
| Par équipes       |                  |               | 4e           |

### Championnats du monde
| Épreuve / Édition | Lahti 1978 | Oslo 1982 | Rovaniemi 1984 | Seefeld 1985 | Oberstdorf 1987 |
| Individuel        | 22e        | 11e       |                | 8e           | 12e             |
| Par équipes       |            | Argent    | Or             | Argent       | Argent          |

### Coupe du monde
- Meilleur classement général : 4e en 1985 et 1986.
- 4 podiums individuels : 1 victoire, 1 deuxième place et 2 troisièmes places.

#### Victoires individuelles
| Saison    | Lieu                 |
| 1985-1986 | Oslo (K-120 / 15 km) |

#### Classements en Coupe du monde
| Année     | Classement général final |
| 1983-1984 | 8e                       |
| 1984-1985 | 4e                       |
| 1985-1986 | 4e                       |
| 1986-1987 | 11e                      |
| 1987-1988 | 9e                       |